# Berger Bach (Ennepe)
Der Berger Bach ist ein knapp drei Kilometer langer, nordwestlicher und linker Zufluss der Ennepe im nordrhein-westfälischen Ennepe-Ruhr-Kreis. 

## Geographie

### Verlauf
Der Berger Bach entspringt auf einer Höhe von etwa 205 m ü. NHN im  Wetterer Stadtteil Volmarstein. 
Er wird von mehreren Sickerquellen südlich der Straße „Am Grünewald“ und aus einem kleineren Zufluss bei „Auf Schölling“ gespeist. Er durchläuft zunächst einen Siepen im Grünzug Stork, dann in einem baumbestandenen Bachbett etwas Grünland und durchquert dann einen kleinen Stauteich. Ein weiterer namenloser Zulauf kommt aus dem Bereich der Straße „Vordere Heide“. 
Er unterquert verrohrt die Bundesautobahn 1 und fließt dann durch den Ortsteil Schmandbruch über Gut Berge bis nach Vogelsang in Gevelsberg und mündet dort schließlich von Nordwesten kommend auf einer Höhe von ungefähr 140 m ü. NHN von links in die aus dem Westen heranziehende Ennepe.
Der 2,7 km lange Lauf des Berger Bachs endet ungefähr 65 Höhenmeter unterhalb seiner Quelle, er hat somit ein mittleres Sohlgefälle von etwa 24 ‰.

### Einzugsgebiet
Das 3,29 km² große Einzugsgebiet des Berger Bachs liegt im Niederbergisch-Märkischen Hügelland und wird durch ihn über die Ennepe, die Volme, die Ruhr und den Rhein zur Nordsee entwässert. 
Im nördlichen Bereich des Einzugsgebiets wird als Golfplatz genutzt, der mittlere Teil ist überwiegend bewaldet und der Süden besiedelt.